# Javier Silva Ruete
Javier Edilberto Silva Ruete (Piura, 17 de septiembre de 1935 - Lima, 21 de septiembre del 2012) fue un abogado, reconocido economista y político peruano. Fue ministro de Economía durante los gobiernos de Alejandro Toledo, Valentín Paniagua y Francisco Morales Bermúdez. También ejerció como senador en 1985 y como ministro de Agricultura en el primer gobierno de Fernando Belaúnde Terry.

## Biografía
Nació en la ciudad de Piura, el 17 de septiembre de 1935. Fue hijo de Máximo Silva Velásquez y de Raquel Ruete.
Realizó sus estudios escolares en el Colegio Salesiano y en Colegio San Miguel de Piura. Estudió la carrera de economía en la Universidad Nacional Mayor de San Marcos, en donde mantuvo contacto con su amigo del colegio Mario Vargas Llosa. Se graduó como bachiller en Ciencias Económicas y Comerciales y obtuvo el título de Economista. Posteriormente realizó estudios diversos en universidades de Italia, Francia y Estados Unidos. Luego de ello siguió cursos de especialización en Desarrollo Agrícola en la Universidad de la República en Uruguay, así como en Disciplinas Bancarias, Desarrollo Económico y Organización de Empresas en la Universidad de Roma.
Perteneció al Colegio de Economistas de Lima con el código n.º 00002. De 1970 a 1977, fue director secretario de la Comunidad Andina y de 1981 a 1985, fue asesor del presidente del Banco Interamericano de Desarrollo, Antonio Ortiz Mena.
Silva Ruete ha sido director del Fondo Latinoamericano de Reservas y de la Corporación Andina de Fomento, entre otras instituciones.
A finales de 2004 fue nombrado como director Alterno del Fondo Monetario Internacional. En el año 2005 fue nombrado director del Hemisferio Occidental de dicho organismo internacional, función que cumplió hasta el año 2008.
En el campo académico, se desempeñó como profesor en la Universidad Nacional Mayor de San Marcos, la Universidad del Pacífico, la Universidad Nacional Federico Villarreal y la Universidad Ricardo Palma. Fue también profesor visitante en la Universidad George Washington.

## Carrera en el Banco Central
En 1959 ingresó a trabajar al Banco Central de Reserva del Perú, donde se desempeñó como funcionario hasta 1969.
El 25 de julio de 2003, fue designado como Presidente del Banco Central por el presidente Alejandro Toledo y ratificado por la Comisión Permanente del Congreso el 19 de agosto del mismo año. Se desempeñó en el cargo hasta diciembre del 2004.

## Carrera política

### Ministro de Agricultura
El 22 de febrero de 1965, Javier Silva Ruete incursiona en el ámbito político al ser nombrado como ministro de Agricultura y Alimentación por el presidente Fernando Belaúnde Terry en su primer gobierno. En ese entonces fue considerado el ministro más joven del Perú. Salió del ministerio en julio del mismo año y volvió en noviembre de 1966, permaneciendo en el cargo hasta junio de 1967. Como tal participó en la 48.ª reunión internacional de la Organización de las Naciones Unidas para la Alimentación y la Agricultura, representando al Perú.

### Senador de la República
Fue miembro del partido Solidaridad y Democracia, donde luego en las elecciones generales del año 1985 decidieron hacer alianza con el Partido Aprista Peruano y Silva Ruete asesoró a Alan García en su campaña electoral. Participó también como candidato al Senado de la República y fue elegido con 116.478 votos para el periodo parlamentario 1985-1990. Sin embargo, el SODE decidió romper alianza con el aprismo tras la estatización de la banca realizada por García en 1987.
Luego fue convocado por su amigo de infancia, el nobel Mario Vargas Llosa, para asesorar al Frente Democrático y haciéndose cargo del Plan Privatizador para las elecciones generales de 1990.
Ante el nefasto autogolpe de estado de Alberto Fujimori realizado el 5 de abril de 1992, Silva Ruete formó parte de la oposición contra el régimen fujimorista. Posteriormente en el año 2000, Javier Silva Ruete decide participar nuevamente al Congreso de la República como miembro del partido Somos Perú en las elecciones parlamentarias y también como miembro del equipo técnico de la candidatura presidencial de Alberto Andrade, sin embargo, Silva Ruete no logró ser elegido tras el fraude fujimorista realizado por Vladimiro Montesinos en el Servicio de Inteligencia Nacional.

### Ministro de Economía

#### Primera gestión: 1978-1980
Javier Silva Ruete es reconocido por su labor como titular del Ministerio de Economía y Finanzas del Perú. Su primera gestión se dio el 15 de mayo de 1978 cuando fue nombrado como ministro por el presidente Francisco Morales Bermúdez. Como tal se encontró con un país quebrado debido al bajo precio del cobre, al exceso del gasto público y a los altos precios del petróleo. Fue precisamente por las medidas que adoptó, que Silva Ruete se hizo famoso como un ministro efectivo. Su gestión corrigió los problemas arrastrados desde el periodo de Juan Velasco Alvarado. Elevó la producción que mantenía cifras negativas, puso un alto al crecimiento inflacionario y bajó la inflación hasta el 24%, además frenó el gasto público, lo que permitió la reducción del déficit fiscal.
Uno de sus máximos logros, fue el de haber elevado las exportaciones, de 200 millones de dólares en 1977, a 1200 millones de dólares en 1980. Como ministro también fue gobernador alterno del Banco Mundial y del Banco Interamericano de Desarrollo. 
Permaneció en el cargo hasta el final del gobierno el 28 de julio de 1980, donde fue reemplazado por Manuel Ulloa Elías.

#### Segunda gestión: 2000-2001
Tras la caída del régimen dictatorial de Alberto Fujimori, Silva Ruete fue convocado por el presidente Valentín Paniagua para ejercer nuevamente como ministro de Economía y Finanzas y fue juramentado el 22 de noviembre del año 2000 en el gabinete ministerial presidido por el ilustre Javier Pérez de Cuéllar.
En su segunda gestión, apuntó la mira de su programa a elevar el crecimiento de la producción, bajar la inflación a niveles inferiores a 1%, disminuir -nuevamente- un elevado gasto público y atacar el déficit fiscal. Asimismo impulsó la privatización del Aeropuerto Internacional Jorge Chávez.
Concluyó su gestión en julio del 2001, donde lo reemplazó Pedro Pablo Kuczynski en el gobierno de Alejandro Toledo.

#### Tercera gestión: 2002-2003
Durante el gobierno de Alejandro Toledo, el economista Pedro Pablo Kuczynski decidió no continuar momentáneamente en el gobierno tras la renuncia del gabinete ministerial encabezado por Roberto Dañino Zapata. Tras esto, se convocó a Luis Solari como nuevo primer ministro y Silva Ruete fue nombrado nuevamente como ministro el 12 de julio del 2002.
Durante su tercer periodo dio medidas para la racionalización de gastos del sector público, la reforma tributaria y sistema público de pensiones.
Se mantuvo en el cargo hasta el 25 de julio del 2003, siendo reemplazado por Jaime Quijandría Salmón.

## Fallecimiento
El 21 de septiembre del 2012, Javier Silva Ruete falleció a los 77 años, luego de un infarto masivo. La noticia fue anunciada por su hijo Carlos Silva mediante un enlace telefónico en Radio Programas del Perú.
Tras su muerte, diversos políticos y personalidades se pronunciaron sobre su muerte. Entre ellos el nobel y amigo de Silva Ruete, Mario Vargas Llosa, los expresidentes Alejandro Toledo y Alan García, el diplomático Javier Pérez de Cuéllar, el ministro de economía Luis Miguel Castilla, el entonces monseñor Luis Bambarén, el expresidente Francisco Morales Bermúdez, entre otros.
Sus restos fueron velados en la Iglesia Virgen de Fátima del distrito de Miraflores. Posteriormente fueron enterrados en el Cementerio Jardines de la Paz en distrito de La Molina.

## Obras publicadas
- La programación industrial en el Grupo Andino. 1973. Junta del Acuerdo de Cartagena.[24]
- Programa económico. 1978-1980. Exposición. Ministerio de Economía y Finanzas. 1978[25]
- Yo asumí el activo y el pasivo de la Revolución. 1980. Centro de Documentación e Información Andina[26]
- Las discrepancias y el consenso en un sistema democrático. 1982. Intercampus[27]
- Nuevos rumbos para las finanzas en América Latina. 1983. Fundación Friedich Ebert[28]
- Alternativa para un desastre. 1983. Ed. Labrusa[29]
- La deuda externa del Perú. 1983. Fundación Friedich Ebert.[30]
- La respuesta de Latinoamérica a la crisis internacional, con Manuel Ulloa Elías. 1984. Intercampus.[31]
- El Perú en la encrucijada. 1989. Instituto Solidaridad y Democracia.[32]
- Inversión en infraestructura vial pública del Perú con el empleo de tecnologías intensivas en mano de obra. 2004. Banco Mundial.
- Un mendigo sentado en un banco de oro. 2005.[33]
- Política económica para países emergentes. 2008. Prisa Ediciones.[34]

## Reconocimientos
- Orden El Sol del Perú en el grado de Gran Oficial
- Orden al Mérito por Servicios Distinguidos en el grado de Gran Cruz
- Orden al Mérito Agrícola en el grado de Gran Cruz - Ministerio de Agricultura del Perú
- Orden al Mérito de Chile en el grado de Gran Cruz
- Orden de la Cruz del Sur en el grado de Gran Cruz - Brasil
- Orden del Mérito Civil en el grado de Gran Cruz - España
- Orden Francisco de Miranda en el grado de Gran Cruz - Venezuela"
- Orden al Mérito Naval del Perú en el grado de Gran Cruz.
- Orden al Mérito de Guardia Civil del Perú en el grado de Gran Cruz.
- Orden al Mérito de la Guardia Republicana del Perú en el grado de Gran Cruz.
- Orden al Mérito Aeronáutico del Perú en el grado de Gran Cruz.
- Orden al Mérito Militar del Perú en el grado de Gran Cruz.